# Knights of Saint Mulumba
The Order of the Knights of Saint Mulumba (Kurzform: Knights of Saint Mulumba, Abkürzung: KSM, deutsch Orden der Ritter vom heiligen Mulumba) ist ein römisch-katholischer Laienorden in Nigeria. Er wurde 1953 gegründet und ist Mitglied der International Alliance of Catholic Knights. Der als kirchliche Vereinigung von Gläubigen organisierten Bruderschaft gehören über 20.000 Männer und Frauen an.

## Geschichte und Ziele
Ihren Grundstein und ihre Inspiration sahen die Ordensgründer in der Vergangenheit der Kreuzritter. Die Eigenschaften der christlichen Ritter sehen sie, auf die heutige Welt übertragen, im gleichen Maße bestätigt. Es handelt sich aber nicht um einen vom Heiligen Stuhl anerkannten Ritterorden. Der Orden wurde am 14. Juni 1953 von Pfarrer Abraham Anselm Isidahome Ojefua CSsR in Onitsha als eine „Vereinigung von Gläubigen“ gegründet. Als Vorbild galt den Gründungsvätern die Bruderschaft der Kolumbusritter, die bereits in den USA bei den Afroamerikanern einen großen Zulauf hatte. Am 24. Juni 1978 wurde mit den Ladies of Saint Mulumba (LSM) ein weiblicher Zweig installiert. Seit 2008 gibt es auch eine Ordensabteilung im Kamerun. Die Ziele der Vereinigung beruhen auf zwei Grundpfeilern: 1. Der Orden ist bestrebt die, durch Geheimbünde, entstandenen Schäden von der Kirche abzuwenden und dem Einfluss, den diese auf die Christen ausgeübt haben, entgegenzuwirken. Und 2., sie wollen katholische Christen vereinigen, praktizieren deshalb den interreligiösen Dialog und fördern die Zusammenarbeit mit dem Klerus.

### Namensgeber
Der Namensgeber Matiya Mulumba (1836–1886) war ein Katholik, der beim Aufbau der römisch-katholischen Kirche in Uganda aktiv beteiligt war. Er wurde am 30. Mai 1886 bestialisch getötet und zählt zu den 22 katholischen, insgesamt 45 ugandischen Märtyrern. Die 22 katholischen Märtyrer wurden 1920 von Papst Benedikt XV. selig- und während des Zweiten Vatikanischen Konzils 1964 von Papst Paul VI. heiliggesprochen.

## Organisation und Mitgliedschaft
Ordensmitglieder können – unabhängig von ihrer Bildung und ihrem Beruf – praktizierende katholische Männer und Frauen werden. Der Orden besteht, mit Stand von 2013, aus 199 Untergruppen (Sub councils) zu denen ungefähr 10.000 Ritter und 9.800 Damen zählen. Er ist seit 1985 Träger der Mulumba Assurance Companie und assoziiert mit der International Alliance of Catholic Knights (IACK) sowie dem International Council of Catholic Men (Unum Omnes).

## Gliederungen und Stufen
Gegliedert ist der Orden in „Ratsversammlungen“ oder „Räte“ (Councils); diese Räteversammlungen unterteilen sich in Unterbezirke (Subordinate Councils), in Hauptbezirke (Metropolitan Councils) und dem Obersten Rat (Supreme Council). Das oberste Gremium ist der Supreme Council, er setzt sich zusammen aus dem Präsidenten (Supreme Knight: Zur Zeit Bruder Anthony C. Onuh), dem Vorstand (Supreme Officers), den Vorsitzenden (Grand Knights) der Hauptbezirke mit ihren Sekretären, Kassierern und Justitiaren sowie den Vorsitzenden der Unterbezirke mit ihren Sekretären und Kassierern. Hieraus wird der Exekutivausschuss (Executive Board) gebildet, dem alle Vorstandsmitglieder, die Vorsitzenden der Hauptbezirke und alle ehemaligen Präsidenten angehören. Die Mitgliedschaft unterteilt sich in vier aufsteigenden Stufen.